# Гай Анній Луск
Гай Анній Луск ( Gaius Annius Luscus, бл. 130 до н. е. — після 81 до н. е.) — політичний та військовий діяч Римської республіки, претор 84 або 83 до н.е.

## Життєпис
Походив з роду Анніїв. Син Тита Аннія Руфа, консула 128 року до н. е. У 108 році до н. е. служив в Нумідії під орудою Квінта Цецилія Метелла Нумідійського на посаді префекта допоміжних лігурійських когорт. Згодом керував залогою міста Лептіс Великий. У 84 або 83 році до н. е. обирається претором. У 82 році до н. е. отримує посаду проконсула в Сирії. Тут підтримав Луція Корнелію Суллу. У 81 році до н. е. був направлений до Іспанії. Після вбивства Лівія Салінатором, який захищав гірські проходи, подолав Піренеї і вигнав Квінта Серторія. Про подальшу долю немає відомостей.